# Rabastens
Rabastens ist eine französische Gemeinde im Département Tarn in der Region Okzitanien mit 5.801 Einwohnern (Stand 1. Januar 2022). Sie liegt im Arrondissement Albi und im Kanton Vignobles et Bastides. Die Einwohner werden Rabastinois (Sing./Pl. masc.) bzw. Rabastinoises (Pl. fem.) genannt.

## Geografie
Rabastens liegt in der Région naturelle Gaillacois etwa 36 Kilometer westsüdwestlich von Albi und etwa 35 Kilometer nordöstlich von Toulouse am Fluss Tarn. Darüber hinaus wird das Gebiet der Gemeinde vom Bach Passe, dem Bach Avignon, dem Bach Grouse, dem Bach La Saudrone, dem Bach Marguestal und verschiedenen anderen kleinen Wasserläufen entwässert.
Ein Teil des Gemeindegebiets gehört zum Naturschutzgebiete „Vallées du Tarn, de l’Aveyron, du Viaur, de l’Agout et du Gijou“ im Rahmen des Natura 2000-Netzwerks.
Umgeben wird Rabastens von den sieben Nachbargemeinden:
| Salvagnac                      |                                             | Lisle-sur-Tarn |
| Grazac                         | Kompassrose, die auf Nachbargemeinden zeigt |                |
| Mézens Saint-Sulpice-la-Pointe | Coufouleux                                  | Loupiac        |

In der Nachbargemeinde Coufouleux verläuft die Autoroute A68. Dort liegt auch der Bahnhof Rabastens-Coufouleux an der Bahnstrecke Brive-la-Gaillarde–Toulouse-Matabiau.

## Geschichte
Die gallorömische Siedlung hier wurde bald von den Visigoten abgelöst. Ihre Befestigungsanlage kontrollierte hier den Weg von Toulouse nach Lyon. Ein heute verschwundenes Manuskript weist darauf hin, dass Rabastens seine Existenz Pippin I., dem König von Aquitanien, verdankte. Die Gründung der Stadt geht somit auf den Anfang des 9. Jahrhunderts zurück. Ende des 12. Jahrhunderts, Anfang des 13. Jahrhunderts war die Stadt eine Hochburg der Katharer. Im Albigenserkreuzzug stand sie treu zu Raimund VII. von Toulouse.
Nach einer Zeit des Wohlstands folgte im Jahr 1337 während des Hundertjährigen Krieges ein Massaker, dem 1348 eine Pestepidemie folgte.

## Wappen
Blasonierung: In Rot ein goldenes Tolosanerkreuz unter einem blauen Schildhaupt mit drei goldenen balkenweis gestellten Lilien. Im schwarzen Schildfuß drei silberne Rüben.

## Kultur und Sehenswürdigkeiten

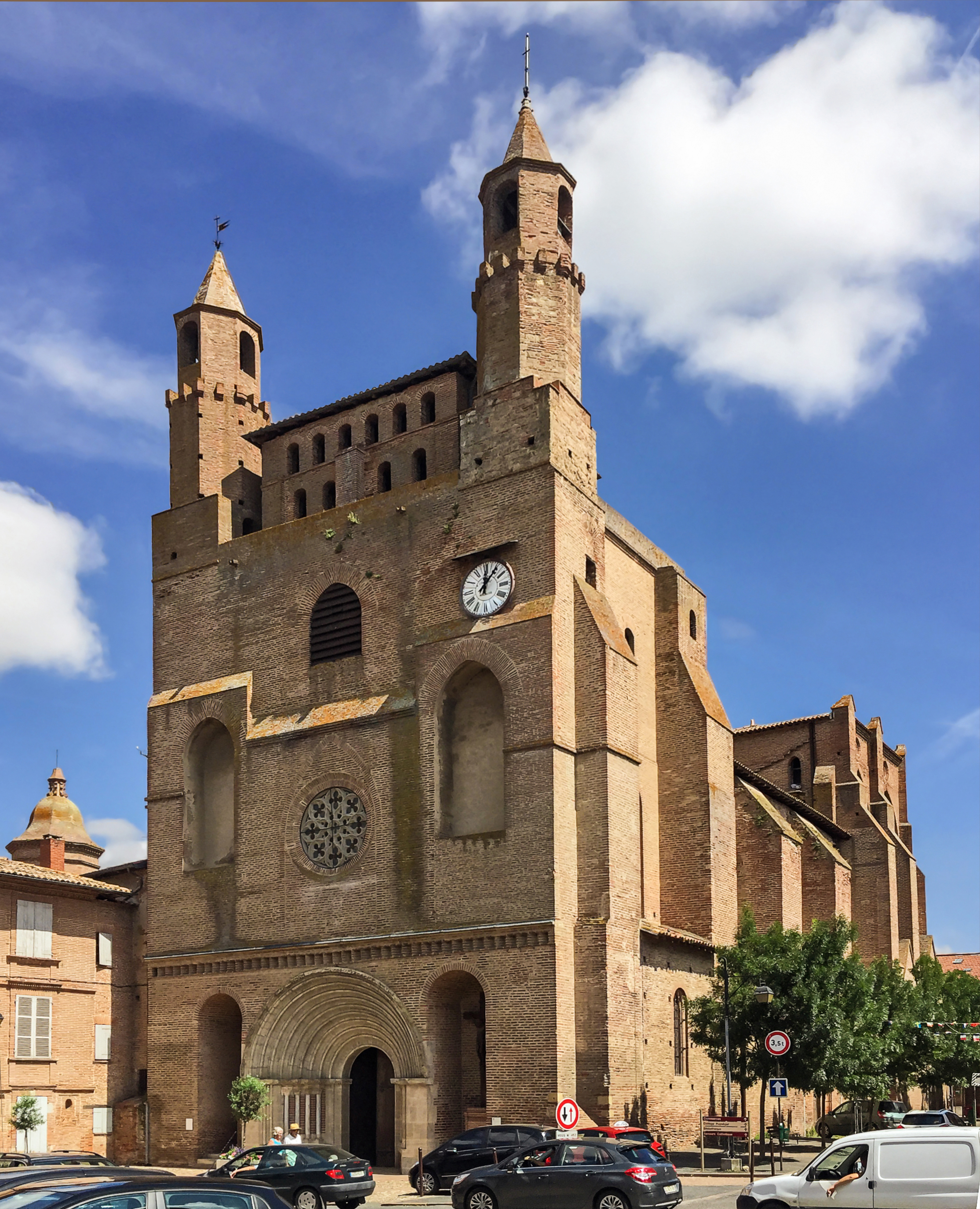
Pfarrkirche Notre-Dame-du-Bourg

Die frühere Stiftskirche Notre-Dame-du-Bourg gehört seit 1998 als Teil der Via Tolosana zum UNESCO-Weltkulturerbe Wege der Jakobspilger in Frankreich. Ihre Bauzeit reicht vom 13. bis in das 19. Jahrhundert, der Stil ist von der Romanik und der Gotik geprägt. Sie ist seit 1899 als Monument historique klassifiziert.
Die Bruderschaft der Weißen Büßer wurde um 1600 in Rabastens gegründet und hatte zunächst ihren Sitz in der Kirche Saint-Michel. Nachdem ein Sieur Gabriel Dumas sein Haus mit Garten im Dorf Soubira gestiftet hatte, wurde 1616 an dieser Stelle die Kirche der Pénitents blancs errichtet. Ihr westliches Portal ist seit 1960 als Monument historique eingeschrieben.
Das Schloss Saint-Géry besteht aus drei Hauptgebäuden aus dem 14., 15. und bis zum Ende des 18. Jahrhunderts. Es ist in Teilen seit 1970 als Monument historique eingeschrieben.
Das Musée du Pays rabastinois zeigt neben einer archäologischen Sammlung unter anderem Werke regionaler Maler des 19. und 20. Jahrhunderts, Bildhauerarbeiten und Keramik aus Giroussens.
Das Haus an der Place Mont-del-Pa datiert aus dem 16. Jahrhundert und seine Fassaden und Dächer sind seit 1960 als Monument historique eingeschrieben.
Das Haus an der Avenue de Toulouse im Stil des 18. Jahrhunderts besitzt einen zentralen Körper, der von zwei Flügeln flankiert wird. Die Hauptfassade besteht aus Stein mit einem Sockel und Gesims aus Ziegeln. Die beiden Flügel bestehen aus Ziegeln. Seine Fassaden und Dächer sind seit 1970 als Monument historique eingeschrieben.
Ein Treppenturm im Hof des Rathauses (Hôtel de ville) auf der rechten Seite ist der einzige Überrest einer Einrichtung, die sich einst an der Stelle der heutigen Bauten befand, die aus dem frühen 19. Jahrhundert stammen müssen. Der untere Teil des Türmchens stammt aus dem 16. Jahrhundert und wurde später um ein Stockwerk und einen Taubenschlag erhöht und dann mit einer Kuppel gekrönt. Die Zierleisten und das Wappen des ehemaligen Besitzers sind an der Eingangstür erhalten geblieben. Der Treppenturm ist seit 1927 als Monument historique eingeschrieben.
Das Hôtel de Rolland war 1575 ein zinnenbewehrtes Festes Haus mit Turm, dann im 17. und 18. Jahrhundert erweitert. Im 19. Jahrhundert vom Architekten Louis Dutour im neugotischen Stil restauriertes und komplett neu dekoriertes Haus mit zeitgenössischem Nebengebäude und Garten. Dieses Gebäude stellt in der Region ein Beispiel für die Entwicklung des adeligen Städtebaus zwischen dem 15. und 19. Jahrhundert dar.
Das Hôtel de La Fite wurde in der ersten Hälfte des 18. Jahrhunderts auf dem Grundstück zweier Vorgängerbauten errichtet und ist in Teilen seit 1989 als Monument historique eingeschrieben.
Die ältesten Teile des Schlosses La Castagne stammen aus dem 16. Jahrhundert, wurden jedoch im 18. Jahrhundert größtenteils umgebaut. Er war eng mit der oft kriegerischen Geschichte von Rabastens verbunden und nach der Schlacht von Castelnaudary zog sich ein verletzter Montmorency dorthin zurück. Das Eingangsportal des Château de La Castagne erscheint immer noch als ein wunderschönes Stück Architektur und ein Beispiel klassischer Nüchternheit, kombiniert mit dem hübschen Spiel der Ziegel- und Steinpolychromie, auch wenn es seltsamerweise am Ende einer Gasse versteckt ist. Tatsächlich handelt es sich um ein wunderschönes Portal aus dem 17. Jahrhundert mit zwei Holzflügeln, die mit wunderschönen Eisenarbeiten und einem steinernen Gebälk gekrönt sind. Die Fassade mit Blick auf den Tarn ist ein ebenso imposantes wie stilloses Hochbauwerk, das von Stützpfeiler flankiert wird.

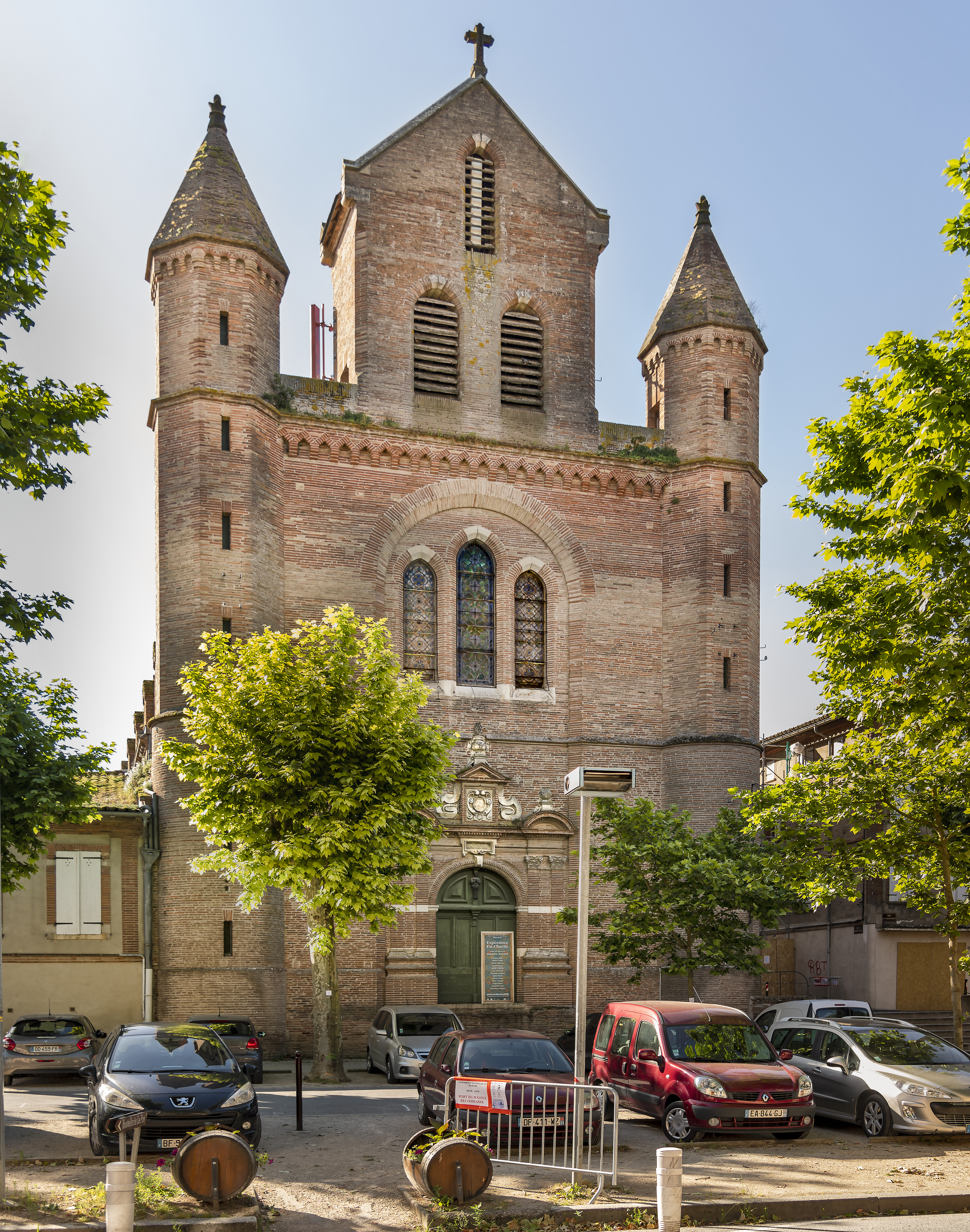
Kirche der Pénitents Blancs
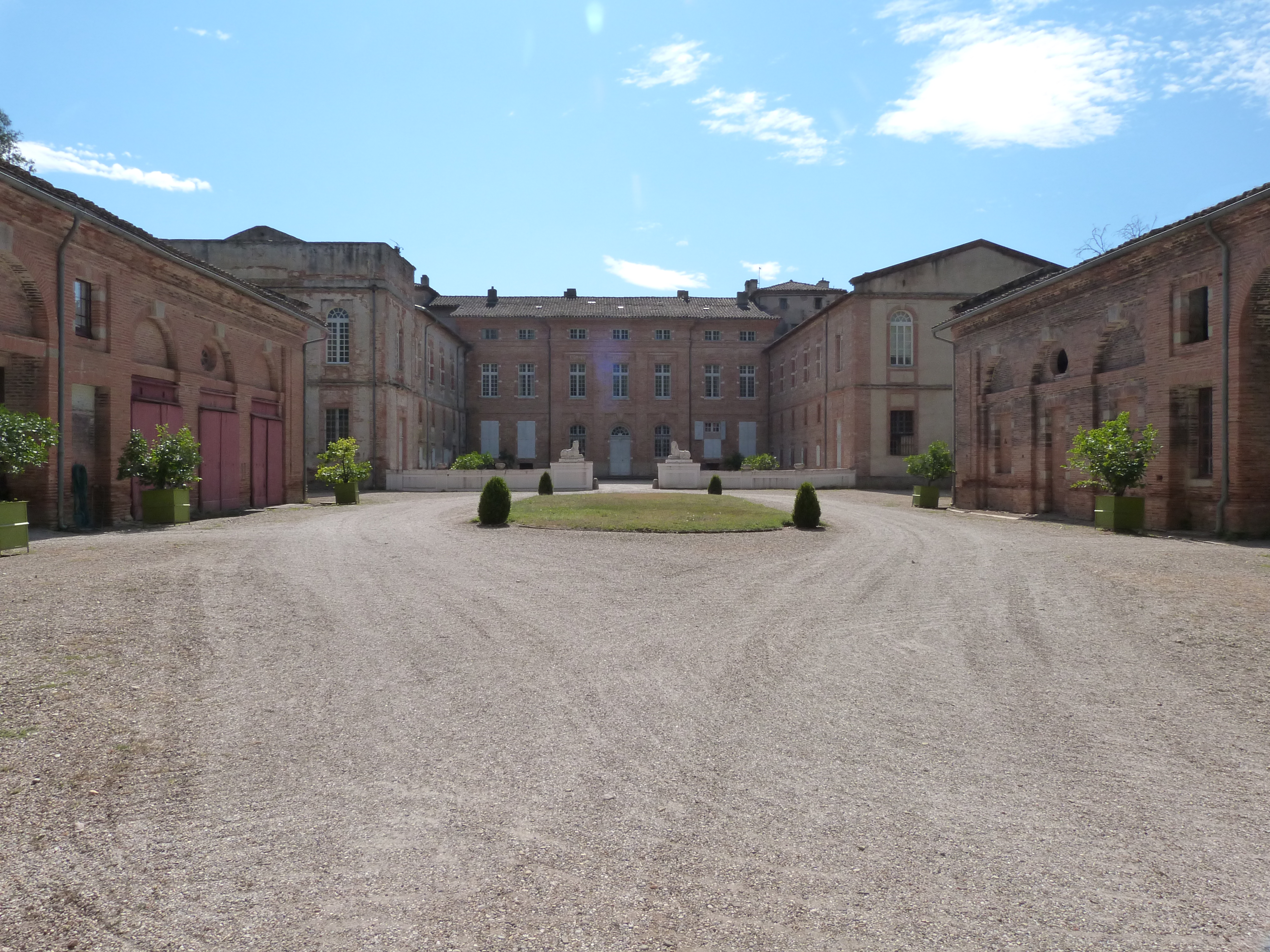
Schloss Saint-Géry
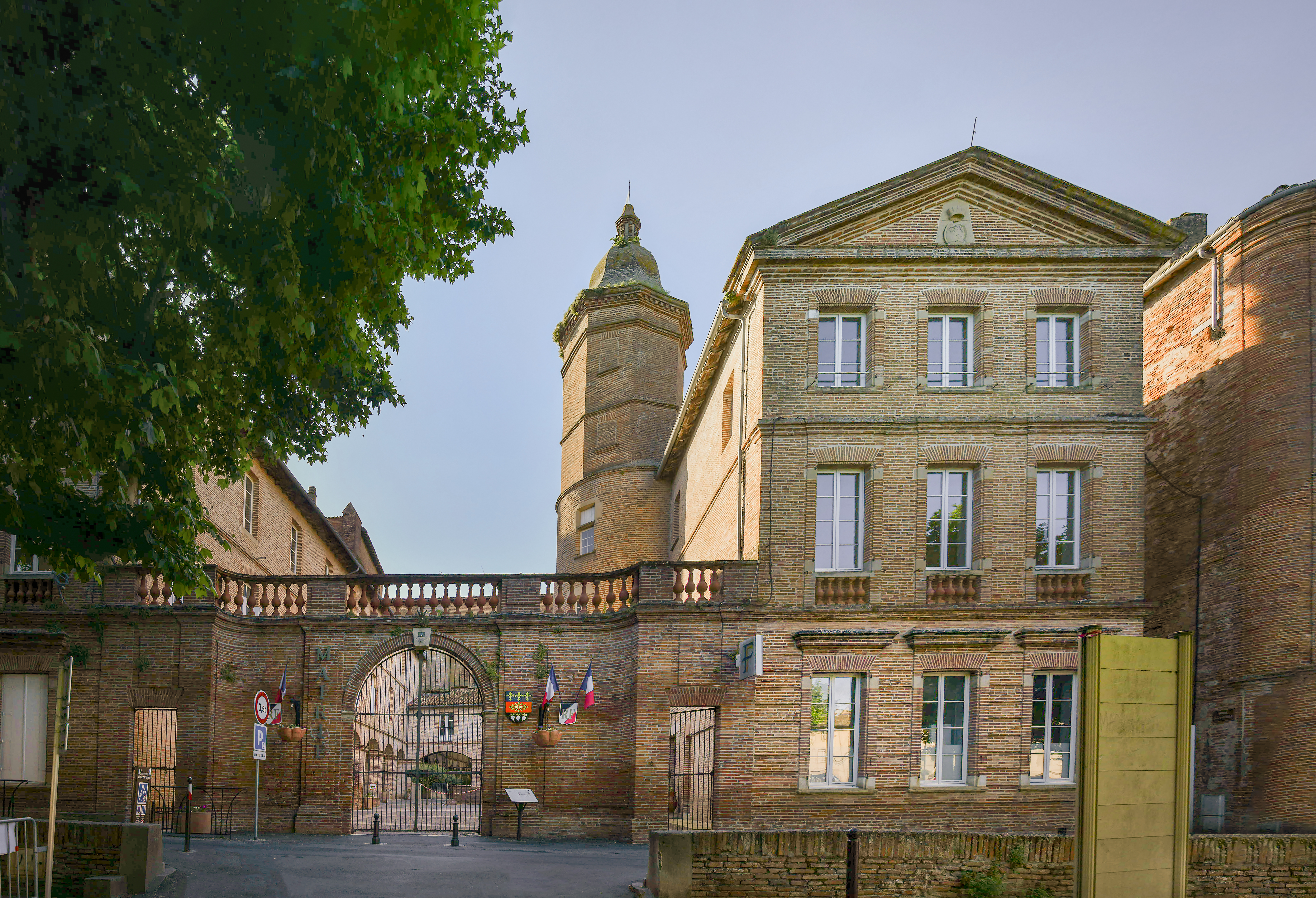
Rathaus
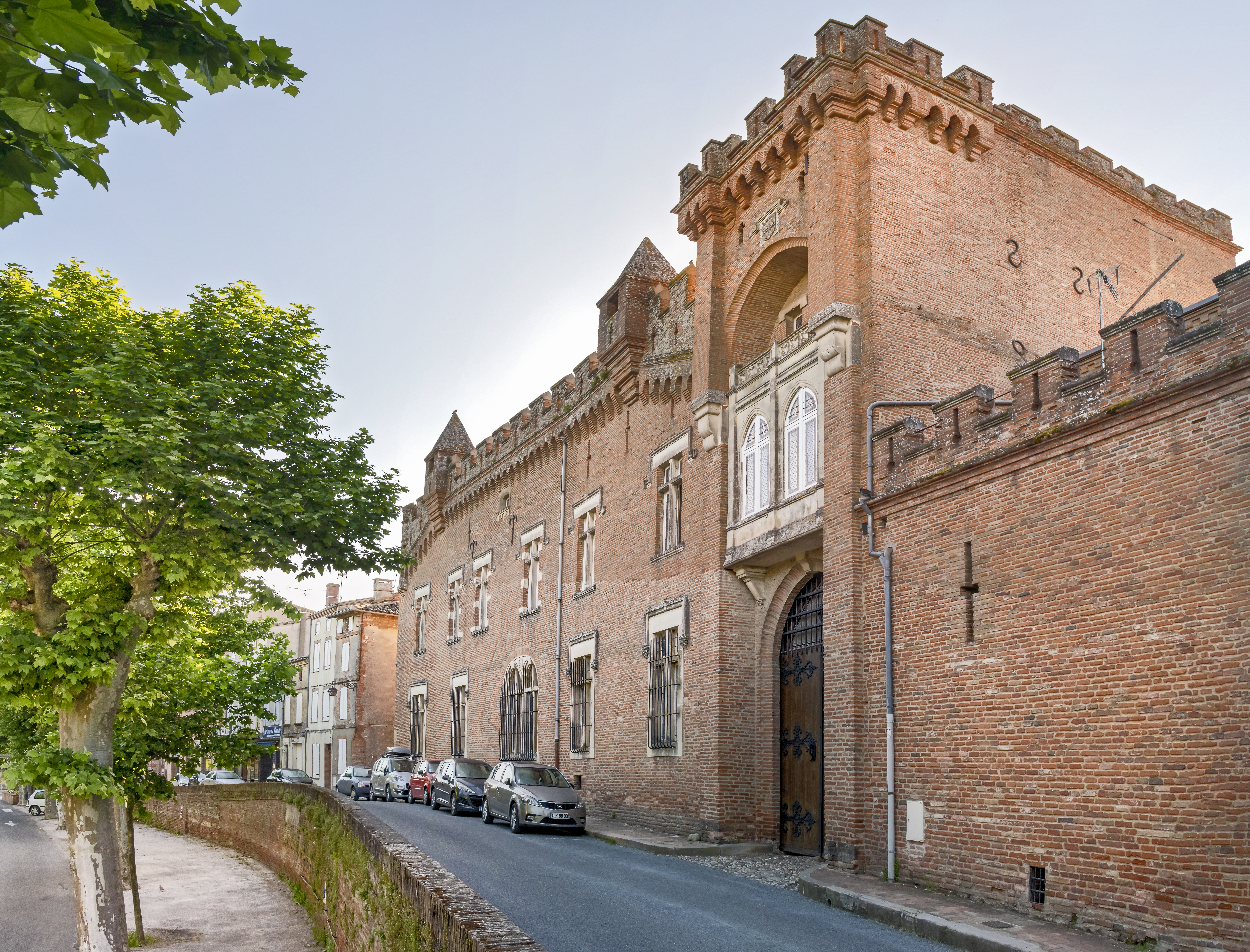
Hôtel de Rolland
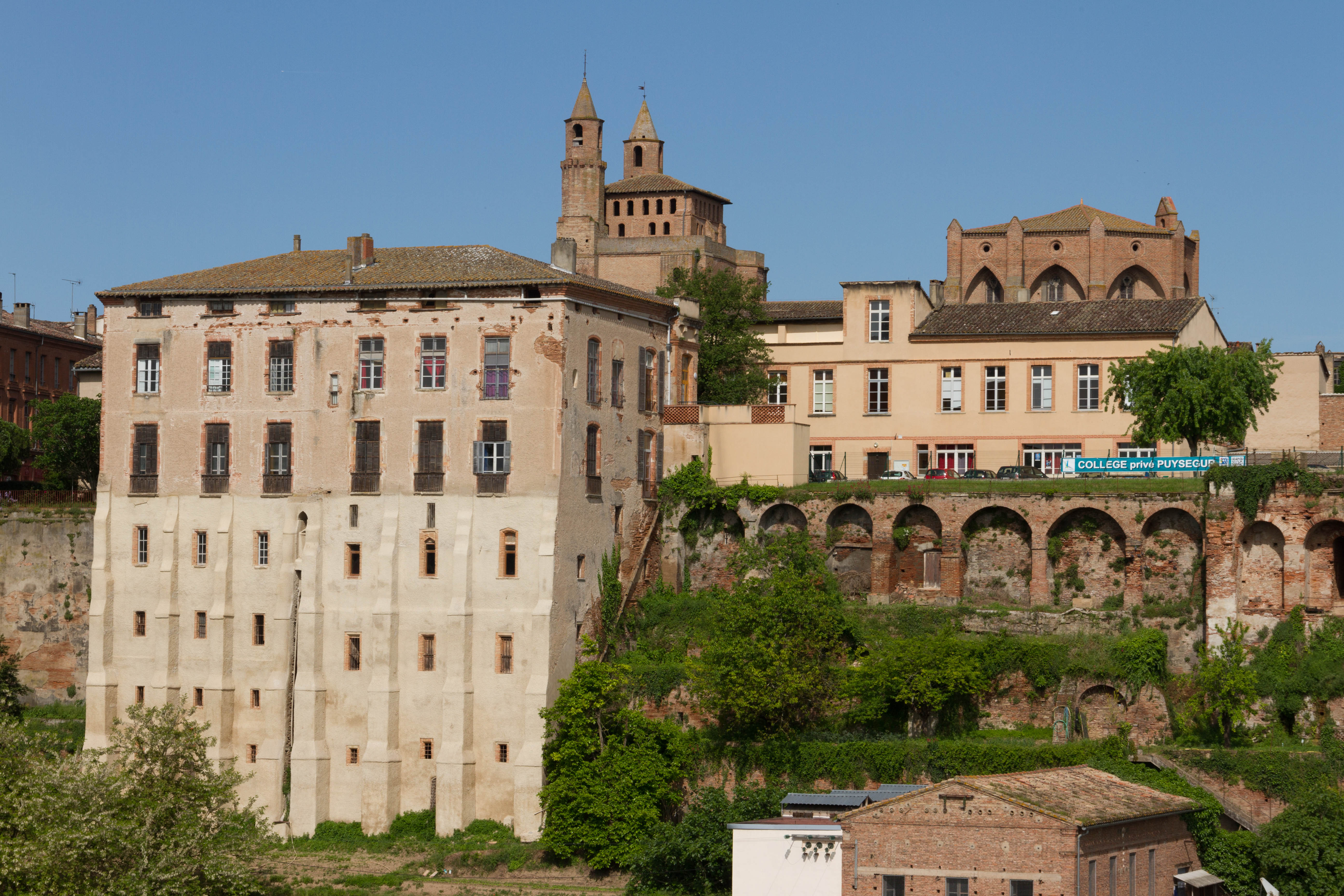
Schloss La Castagne

## Persönlichkeiten
- Auger Galhard (1540–1593), französischer Dichter von Werken in okzitanischer und französischer Sprache, geboren in Rabastens
- Louis Pierre de Chastenet de Puységur (1727–1807), französischer Kriegsminister in den Jahren 1787–1789, geboren und verstorben in Rabastens
- Jean Auguste de Chastenet de Puységur (1740–1815), Erzbischof von Bourges, Emigrant in Wolfenbüttel, geboren und verstorben in Rabastens
- Gustave de Clausade (1815–1888), französischer Historiker, geboren in Rabastens
- Frédéric Castet (1929–2011), Designer des französischen Modehauses Christian Dior, geboren in Rabastens

### Personen mit Bezug zu Rabastens
- H. C. Robbins Landon (1926–2009), US-amerikanischer Musikwissenschaftler, verstorben in Rabastens